# Шилкин, Григорий Владимирович
Григорий Владимирович, Шилкин (род. 20 октября 1976, Архангельск, РСФСР, СССР) — российский общественный и политический деятель, предприниматель. Депутат Государственной думы Федерального собрания Российской Федерации VIII созыва. Член комитета Государственной Думы по энергетике. С 26 июля 2024 года досрочно ушёл с поста депутата Государственной думы.

## Биография
Родился 20 октября 1976 года.
В 2011 году окончил Всероссийский заочный финансово-экономический институт.
До сентября 2021 года Генеральный директор ООО «Архангельское специализированное энергетическое предприятие».
19 сентября 2021 года избран депутатом Государственной Думы VIII созыва от партии Новые люди.
Из-за поддержки российской агрессии и нарушения территориальной целостности Украины во время российско-украинской войны находится под персональными международными санкциями 27 стран ЕС, Великобритании, США, Швейцарии, Австралии, Японии, Украины, Новой Зеландии.

### Уголовное дело
25 сентября был задержан правоохранительными органами по подозрению в хищении около 2ух миллиардов рублей, Басманный суд арестовал бывшего депутата до 24 ноября.